# المادة الثانية من دستور الولايات المتحدة

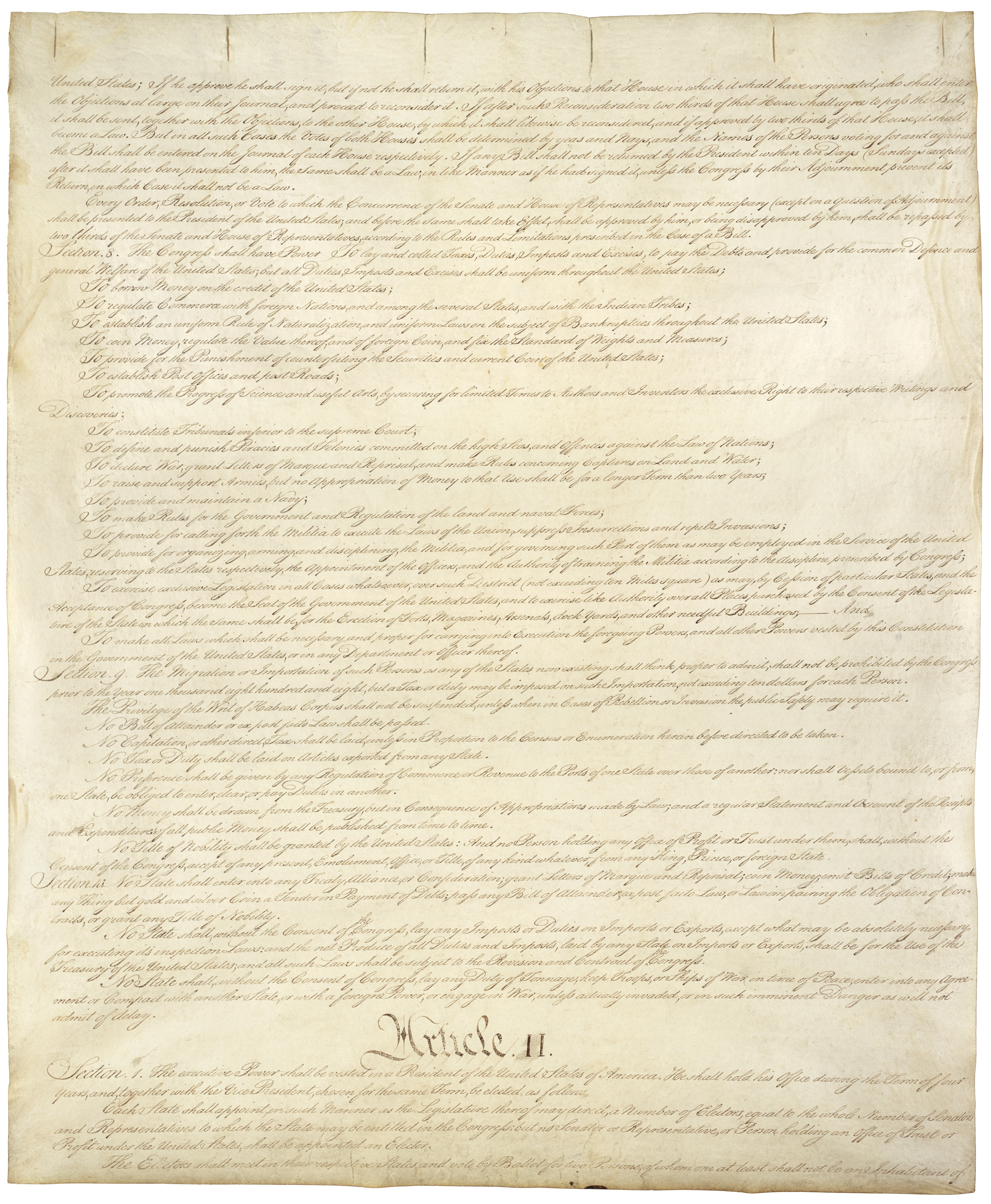

تنص المادة الثانية من دستور الولايات المتحدة على إنشاء السلطة التنفيذية للحكومة الفيدرالية التي تنفذ القوانين الاتحادية. تتمتع المادة الثانية بسلطة السلطة التنفيذية في مكتب رئيس الولايات المتحدة، وتحدد إجراءات انتخاب الرئيس وعزله، وتحدد صلاحيات الرئيس ومسؤولياته. تخول السلطة التنفيذية لرئيس الولايات المتحدة، الذي يتقلد منصبه لمدة أربعة سنوات، ويتم انتخاب الرئيس، وكذا نائبه الذي يتم اختياره للمدة نفسها.
تعين كل ولاية بالطريقة التي يحددها المجلس التشريعي فيها عدداً من الناخبين يكون مساوياً للعدد الإجمالي لكل من الشيوخ والنواب الذين يمثلون هذه الولاية في الكونجرس. غير أنه لا يجوز لأي عضو بمجلس الشيوخ أو النواب، أو أي شخص يشغل منصباً في حكومة الولايات المتحدة يتطلب الثقة أو يدر عليه عائداً أن يعين عضواً في الهيئة الناخبة.
يحدد الكونجرس توقيت اختيار الناخبين. واليوم الذي يدلون فيه بأصواتهم على أن يكون ذلك اليوم واحداً في جميع أنحاء الولايات المتحدة. ولا يحق لأي شخص، فيما عدا المواطن المولود في الولايات المتحدة أو الشخص الذي يكون قد أصبح مواطناً. وقت الموافقة على هذا الدستور أن يصير مؤهلاً لشغل منصب الرئاسة.
في حالة تنحية الرئيس من منصبه. أو وفاته، أو استقالته، أو عجزه عن القيام بمهام وأعباء هذا المنصب تنقل هذه المهام والأطباء إلى نائب الرئيس. قبل أن يبدأ الرئيس تقلد مهام منصبه، فإن عليه أن يؤدي اليمين أو القسم التالي:«أقسم (أو أؤكد)  بكل خشوع أنني سأتولى بكل إخلاص القيام بأعباء منصب رئيس الولايات المتحدة، وإنني سأحافظ على دستور الولايات المتحدة، وأحبه وأدافع عنه بكل ما في وسعي وطاقتي».
يصبح الرئيس القائد الأعلى لجيش وأسطول الولايات المتحدة، ولقوات الميليشيا التابعة للولايات المختلفة. ويتمتع الرئيس أيضاً، بناء على مشورة وموافقة مجلس الشيوخ، بسلطة عقد المعاهدات، شريطة موافقة ثلثي أعضاء مجلس الشيوخ الحاضرين. وله حق ترشيح ثم تعيين، بناء على مشورة وموافقة مجلس الشيوخ، السفراء، وغيرهم من الوزراء العموميين والقناصل وقضاة المحكمة العليا، وجميع موظفي الولايات المتحدة الآخرين الذين لم يرد في الدستور نص خاص بمناصبهم.
يعزل الرئيس أو نائبه، أو أي من موظفي الولايات المتحدة المدنيين من منصبه بعد تقديمه لمحاكمة برلمانية، وثبوت إدانته بارتكاب جريمة خيانة، أو رشوة، أو أي من الجرائم والجنح الكبرى الأخرى.